# Fortunato Padula
Fortunato Padula (Napoli, 24 dicembre 1816 – Napoli, 29 giugno 1881) è stato un ingegnere e politico italiano.

## Biografia
Dopo aver insegnato matematica al Collegio Militare della Nunziatella e in quello di Marina di Napoli, nel 1860 assunse l'incarico di docente di meccanica razionale all'Università di Napoli, di cui divenne successivamente rettore per due volte. Dal 1864 alla morte fu direttore della Scuola degli Ingegneri di Napoli. Socio dell'Accademia nazionale dei Lincei, dal 1870 fu senatore del Regno d'Italia e nello stesso anno divenne socio dell'Accademia nazionale delle scienze.